# Tonbridge School
Tonbridge School est une école privée pour garçons située à Tonbridge, Kent, Angleterre. À la fois école de jour et internat, elle a été fondée en 1553 par Sir Andrew Judd (parfois orthographié Judde). L'établissement est membre de l'Eton Group et à des liens étroits avec Worshipful Company of Skinners, une des plus anciennes livery companies de Londres. Il s'agit d'une public school, au sens anglais du terme.
Il y a actuellement quelque 800 garçons, âgés de 13 à 18 ans, au sein de l'établissement. Il est situé sur un site d'une superficie de 150 acres (607 000 m2) à la lisière de Tonbridge, et il est largement autonome, bien que les internats et les maisons soient réparties à travers la ville. Depuis sa fondation l'école a été reconstruite à deux reprises sur le site d'origine.
Le proviseur est Tim Haynes depuis 2005, ancien proviseur de la Monmouth School et maître adjoint à la St Paul's School.
Le Good Schools Guide décrit cette école comme étant « réellement excellente ». Elle est l'une des rares anciennes public schools à ne pas avoir adopté la mixité, et ne prévoit pas de le faire.
Les frais d'inscription à la Tonbridge School sont parmi les plus élevés parmi les écoles privées de Grande-Bretagne, avec ses 31 263 £ par an, comparés au 29 862 £ d'Eton et aux 29 670 £ d'Harrow. Néanmoins, un système de bourses est mis en place pour permettre aux garçons d'origine modeste d'y étudier.

## Sources et bibliographie
- (en) Cet article est partiellement ou en totalité issu de l’article de Wikipédia en anglais intitulé « Tonbridge School » (voir la liste des auteurs).
- (en) G.P. Hoole, A Tonbridge miscellany, Tonbridge School, 1985 (OCLC 19671527)
- (en) Barry Orchard, A Look at the Head and the Fifty, Londres, James & James, 1991 (ISBN 978-0-907383-25-3)
- (en) Septimus Rivington, The history of Tonbridge School from its foundation in 1553 to the present date, Londres, Rivingtons, 1898 (OCLC 18236326)
- (en) D.C. Somervell, A history of Tonbridge School, Londres, Faber & Faber, 1947 (OCLC 11852252)
- (en) W O Hughes-Hughes, The Register of Tonbridge School from 1820 to 1886, Tonbridge, Hughes-Hughes, 1886 (lire en ligne)